# Hypena longipennis
Hypena longipennis är en fjärilsart som beskrevs av Walker 1865. Hypena longipennis ingår i släktet Hypena och familjen nattflyn. Inga underarter finns listade i Catalogue of Life.

## Bildgalleri

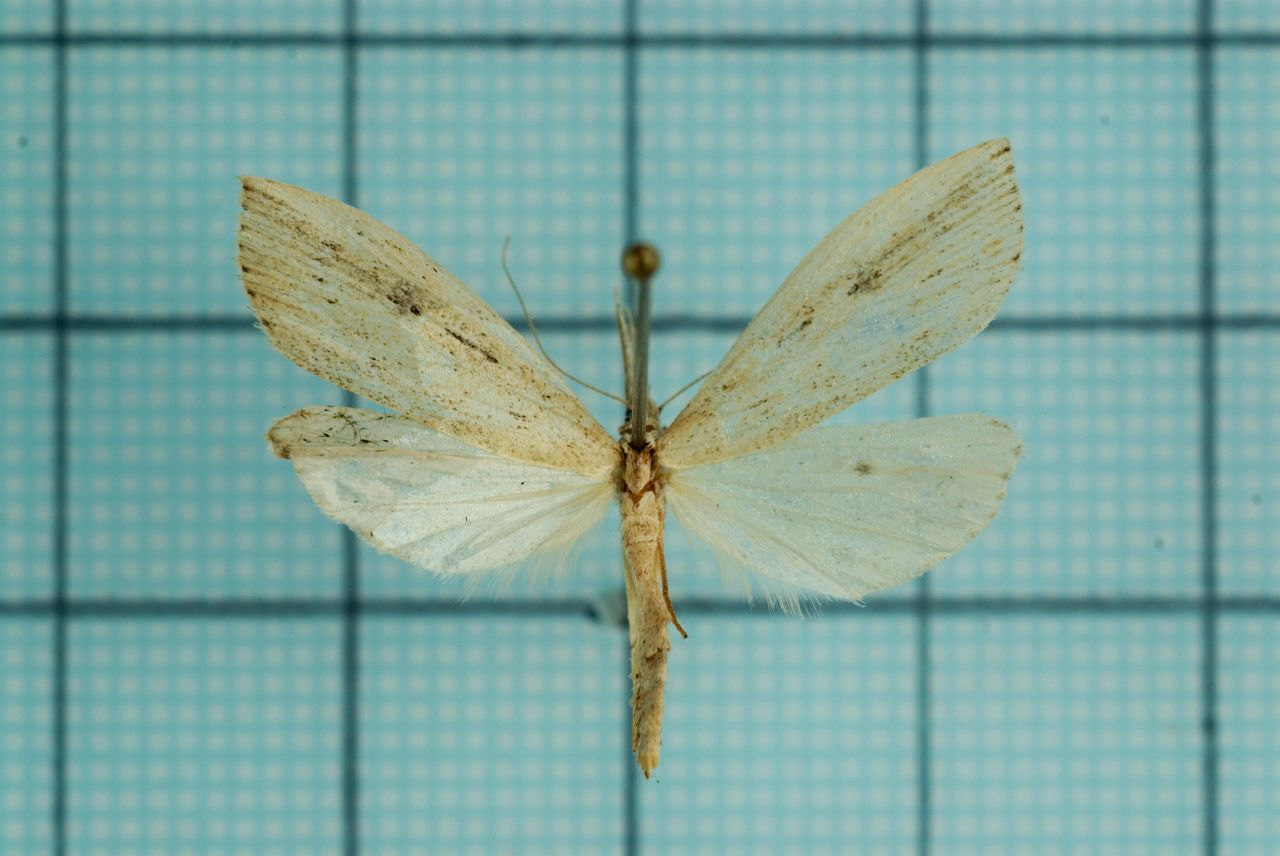
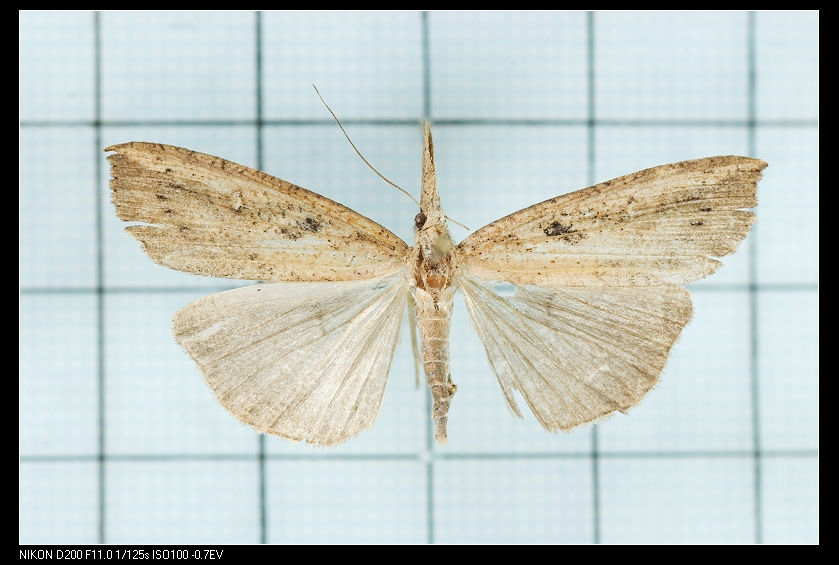
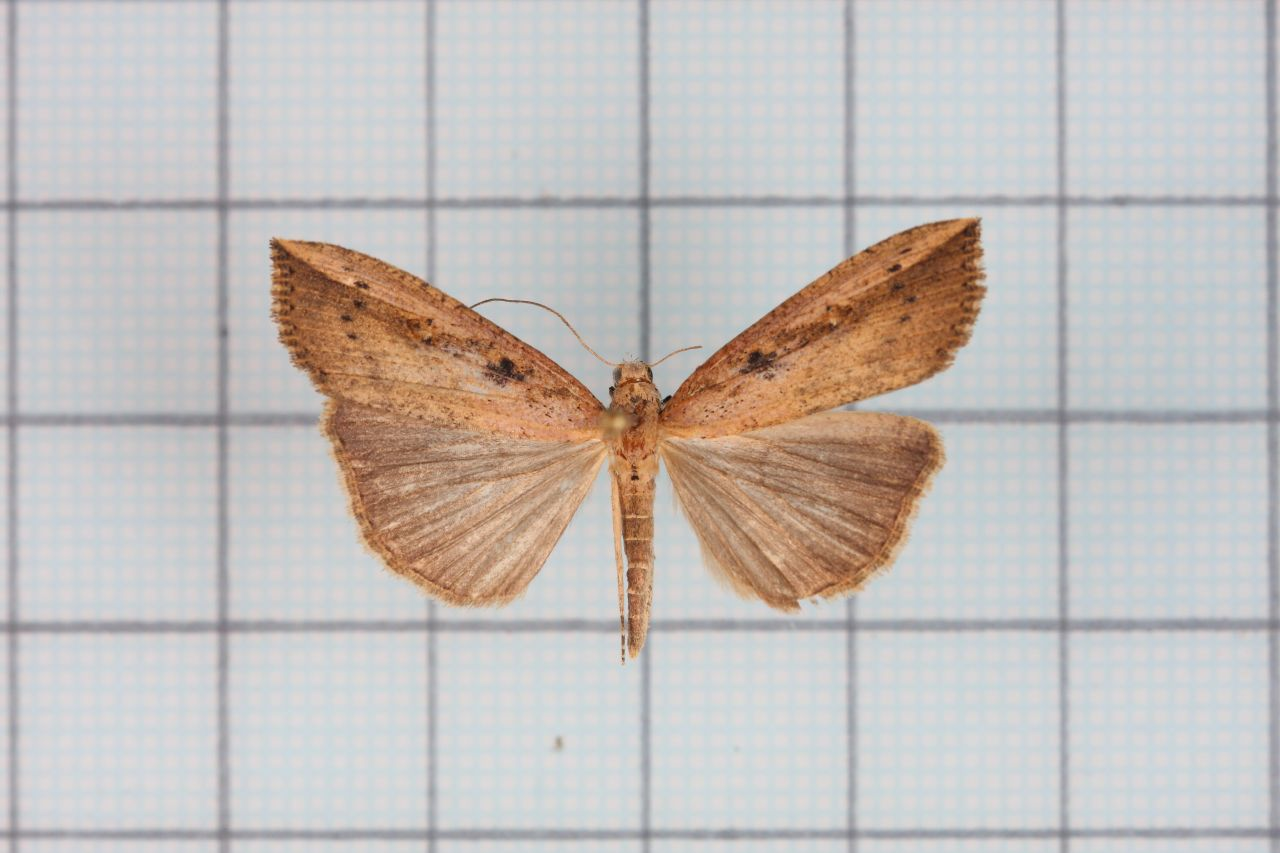
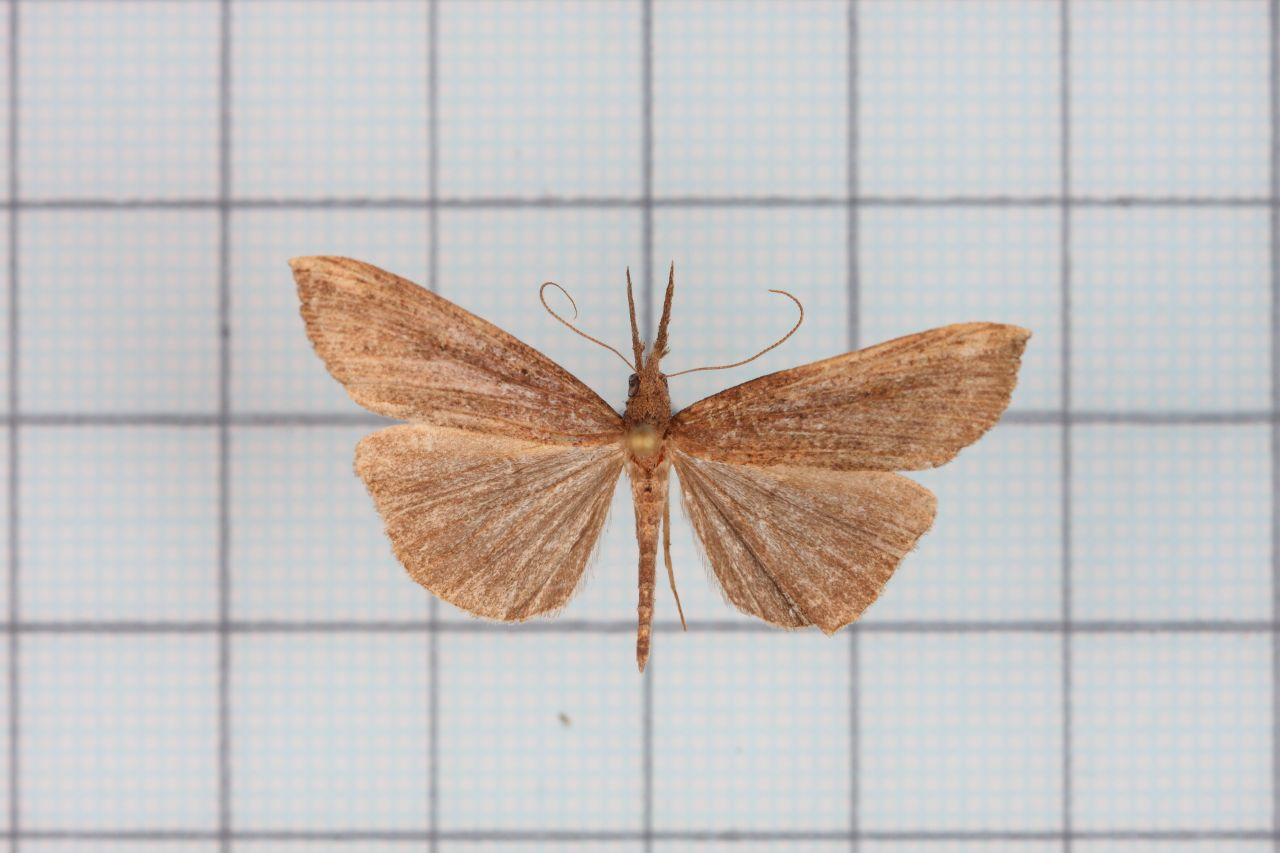
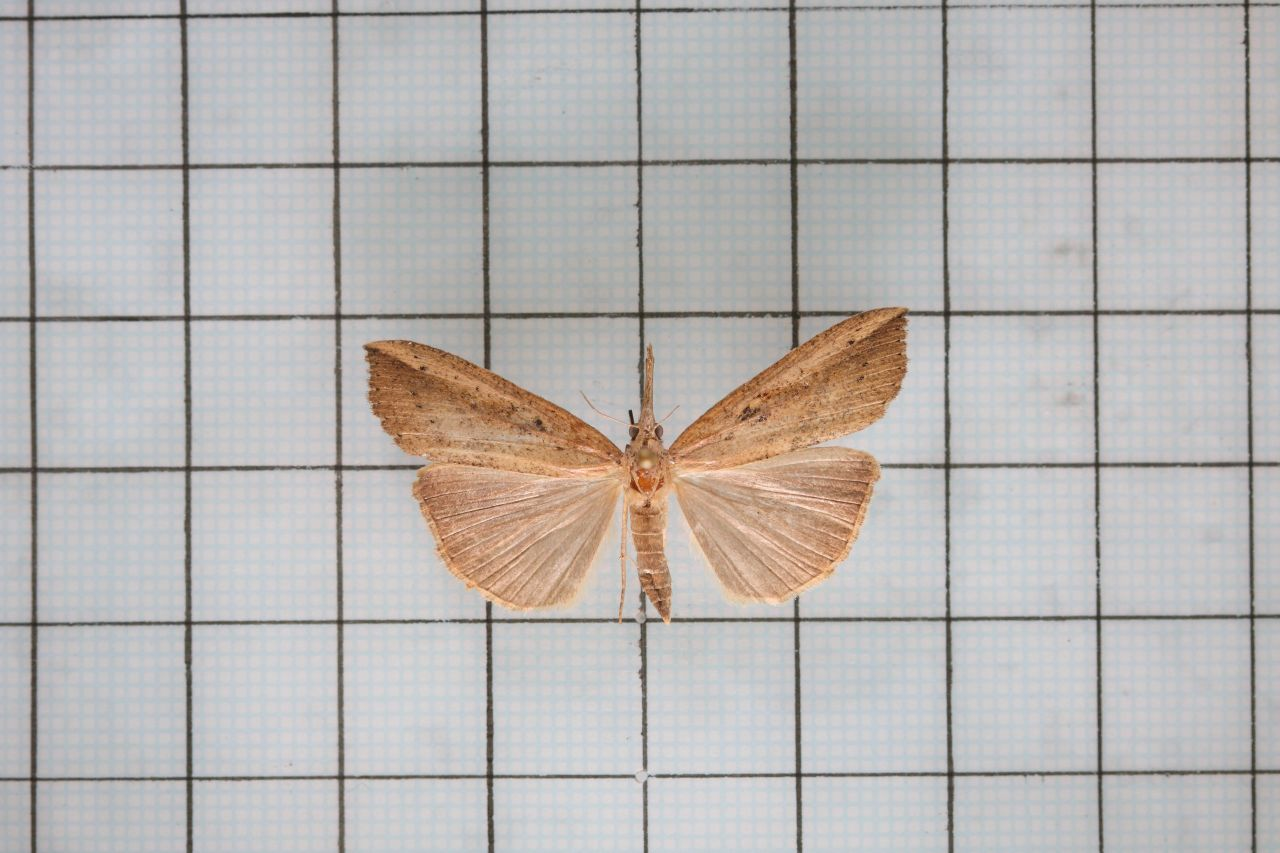